# Bartosch Gaul
Bartosch Gaul (Bytów, 5 ottobre 1987) è un allenatore di calcio tedesco con cittadinanza polacca, tecnico del Górnik Zabrze.